# 皇欣
皇欣（?—?），也作皇訢，秦末民变时的人物，魏国的将领。
前208年六月，陳涉部將周巿立魏咎為魏王，隨即被章邯所灭，魏咎自焚而死。九月，魏咎弟魏豹称魏王。皇欣为魏豹部将。前207年十二月，刘邦率军到达栗县时，夺取了刚武侯的部队大概四千多人，合并入自己的部隊。魏将皇欣、武满的军队联合刘邦的军队攻打秦朝军队，击败了秦军。